# Rudi Thomsen
Rudi Thomsen (Randers, 21 luglio 1918 – Århus, 29 marzo 2004) è stato uno storico e numismatico danese, che ha insegnato all'Aarhus Universitet.

## Biografia
Figlio di un tappezziere, Thomsen crebbe a Randers dove, all'epoca del liceo, si impegnò in politica con i giovani socialdemocratici della città (ai quali apparteneva anche, ad es., il futuro primo ministro danese Jens Otto Krag). Un gruppo di concittadini si mise insieme per pagare la sua istruzione, e nel 1936 egli iniziò a studiare storia, latino e cultura della Grecia antica presso la nuova università della vicina Århus. Nel 1944 conseguì il grado di candidatus magisterii, e nel 1947 divenne il più giovane doctor philosophiae di Danimarca fino a quel momento, discutendo la tesi The Italic Regions from Augustus to the Lombard Invasion (Le regioni italiche da Augusto all'invasione longobarda).
Dal 1949 al 1957 fu ispettore museale presso il Kongelige Mønt- og Medaillesamling (Museo reale delle monete e delle medaglie) di Copenaghen. In seguito divenne docente di storia generale antica e medievale presso l'Aarhus Universitet, un incarico che mantenne fino alla pensione nel 1986. Il pensionamento non gli impedì comunque di continuare a recarsi ogni giorno presso il suo ufficio all'università. Nel 1995 gli fu assegnata la medaglia Holger Hede dell'Associazione Numismatica Danese (Dansk Numismatisk Forening).
Nel corso della vita Thomsen scrisse numerose opere di argomento storico, fra le quali sei biografie di alcune delle grandi personalità del mondo antico. La sua vasta produzione di saggi storici include anche ricerche particolari, come quelle sull'India e sulla Cina. La sua opera più nota è Early Roman Coinage. A Study of the Chronology, comunemente indicata nelle bibliografie numismatiche con la sigla ERC, pubblicata in tre volumi a Copenaghen dal 1957 al 1961.

## Opere scelte
- The Italic Regions from Augustus to the Lombard Invasion. Copenaghen, 1947 (tesi di laurea).
- Den almindelige værnepligts gennembrud i Danmark. Copenaghen, 1949.
- Early Roman Coinage. A Study of the Chronology. Volumi I-III. Copenaghen 1957-1961.
- Historien. Gyldendals opslagsbog. Gyldendal. Copenaghen, 1970.
- Verdenshistorien i grundrids. Copenaghen, 1973
- King Servius Tullius: a historical synthesis. Gyldendal. Copenaghen, 1980. ISBN 87-00-66302-6
- Hellenismens tidsalder. Aarhus Universitetsforlag. Århus, 1993. ISBN 87-7288-356-1
- Oldtidens penge. Sfinx. 1994. ISBN 87-89632-06-0
- Kleopatra - "kongernes dronning". Sfinx. 1996. ISBN 87-89632-10-9
- Kejser Nero. Sfinx. 1998. ISBN 87-89632-14-1
- Hannibal - Roms store modstander. Sfinx. 1998. ISBN 87-89632-16-8
- Byzans - middelalderens Romerrige. Aarhus Universitetsforlag. Århus, 1999. ISBN 87-7288-801-6
- Fønikerne - Libanons gamle handelsfolk. Aarhus Universitetsforlag. Århus, 2000. ISBN 87-7288-864-4
- Marcus Aurelius - en filosof på kejsertronen. Aarhus Universitetsforlag. Århus, 2001. ISBN 87-7288-870-9
- Augustus - liv og virke. Sfinx. 2001. ISBN 87-89632-22-2
- Herodes - jødernes konge. Sfinx. 2002. ISBN 87-89632-24-9